# Elezioni comunali in Liguria del 1989
Le elezioni comunali in Liguria del 1989 si tennero il 28-29 maggio e l'8-9 ottobre.

## Provincia di Genova

### Chiavari
| Partito                                                          | Partito                                       | Voti   | %     | Seggi | Differenza (%) | /       |
| ---------------------------------------------------------------- | --------------------------------------------- | ------ | ----- | ----- | -------------- | ------- |
|                                                                  | Democrazia Cristiana                          | 7 287  | 36,60 | 17    | 5,53           | 1       |
|                                                                  | Partito Comunista Italiano                    | 3 592  | 18,04 | 8     | 2,57           | 1       |
|                                                                  | Partito Socialista Italiano                   | 3 272  | 16,43 | 7     | 2,84           | 2       |
|                                                                  | Partito Repubblicano Italiano                 | 1 207  | 6,06  | 2     | 0,74           | 1       |
|                                                                  | Partito Liberale Italiano                     | 950    | 4,77  | 2     | 0,82           | Stabile |
|                                                                  | Uniun Ligure                                  | 751    | 3,77  | 1     | -              | 1       |
|                                                                  | Lista Verde                                   | 717    | 3,60  | 1     | -              | 1       |
|                                                                  | Partito Socialista Democratico Italiano       | 700    | 3,52  | 1     | 0,61           | Stabile |
|                                                                  | Movimento Sociale Italiano - Destra Nazionale | 613    | 3,08  | 1     | 1,82           | 1       |
|                                                                  | Per Chiavari                                  | 335    | 1,68  | 0     | -              | -       |
|                                                                  | Partito Nazionale Pensionati                  | 263    | 1,32  | 0     | -              | -       |
|                                                                  | Democrazia Proletaria                         | 224    | 1,13  | 0     | -              | -       |
| Totale                                                           | Totale                                        | 19 911 | 100   | 40    |                |         |
| Votanti                                                          | Votanti                                       | 20 637 | 81,68 |       |                |         |
| Elettori                                                         | Elettori                                      | 25 265 | 100   |       |                |         |
| Fonte: Archivio storico delle elezioni - Ministero dell'Interno. |                                               |        |       |       |                |         |

## Provincia di Imperia

### San Remo
| Partito                                                          | Partito                                       | Voti   | %     | Seggi | Differenza (%) | /       |
| ---------------------------------------------------------------- | --------------------------------------------- | ------ | ----- | ----- | -------------- | ------- |
|                                                                  | Democrazia Cristiana                          | 16 150 | 39,72 | 18    | 7,32           | 4       |
|                                                                  | Partito Comunista Italiano                    | 7 092  | 17,44 | 7     | 6,36           | 3       |
|                                                                  | Partito Socialista Italiano                   | 5 500  | 13,53 | 6     | 7,43           | 4       |
|                                                                  | Partito Socialista Democratico Italiano       | 2 334  | 5,74  | 2     | 1,34           | 1       |
|                                                                  | Partito Repubblicano Italiano                 | 2 275  | 5,59  | 2     | 2,01           | 1       |
|                                                                  | Partito Liberale Italiano                     | 1 897  | 4,67  | 2     | 1,33           | Stabile |
|                                                                  | Lista Verde                                   | 1 571  | 3,86  | 1     | -              | 1       |
|                                                                  | Movimento Sociale Italiano - Destra Nazionale | 1 561  | 3,84  | 1     | 2,16           | 1       |
|                                                                  | San Remo Futura                               | 1 069  | 2,63  | 1     | -              | 1       |
|                                                                  | Democrazia Proletaria                         | 523    | 1,29  | 0     | 1,01           | 1       |
|                                                                  | Partito Pensionati                            | 372    | 0,91  | 0     | -              | -       |
|                                                                  | Unità e Democrazia Socialista                 | 235    | 0,58  | 0     | -              | -       |
|                                                                  | Uniun Ligure                                  | 83     | 0,20  | 0     | -              | -       |
| Totale                                                           | Totale                                        | 40 662 | 100   | 40    |                |         |
| Votanti                                                          | Votanti                                       | 43 417 | 83,67 |       |                |         |
| Elettori                                                         | Elettori                                      | 51 891 | 100   |       |                |         |
| Fonte: Archivio storico delle elezioni - Ministero dell'Interno. |                                               |        |       |       |                |         |